# Баранув-Сандомерский
Баранув-Сандомерский (пол. Baranów Sandomierski) — город в Польше, входит в Подкарпатское воеводство, Тарнобжегский повят. Имеет статус городско-сельской гмины. Занимает площадь 9,17 км². Население — 1518 человек (на 2004 год). Главная достопримечательность — Баранувский замок.